# Gu Family Book
Gu Family Book (hangul: 구가의 서; rr: Guga-ui Seo; também conhecido como Kang Chi, The Beginning) é uma série de televisão sul-coreana exibida pela MBC TV em 2013, estrelado por Lee Seung-gi e Suzy. Foi filmado em MBC Dramia em Gyeonggi.

## Elenco
- Lee Seung-gi como Choi Kang-chi
- Bae Suzy como Dam Yeo-wool
- Lee Sung-jae como Jo Gwan-woong
- Yoo Yeon-seok como Park Tae-seo
- Lee Yu-bi como Park Chung-jo.
- Jung Hye-young como Chun Soo-ryun
- Jo Sung-ha como Dam Pyeong-joon (pai de Yeo-wool)
- Yoo Dong-geun como Yi Sun-sin
- Choi Jin-hyuk como Gu Wol-ryung
- Lee Yeon-hee como Yoon Seo-hwa (episódios 1 e 2, 21)
- Yoon Se-ah como Yoon Seo-hwa (episódios 14 a 21)
- Kim Hee-won como Sojung
- Lee Do-kyung como professor Gong-dal
- Jo Jae-yoon como Bong-chul
- Kim Dong-kyun como Choi
- Jin Kyung como Yeo-joo
- Kim Gi-bang como Eok-man (amigo de Kang-chi)
- Kim Sung-hoon como Wol-dae (assecla chefe de Jo Gwan-woong)
- Son Ga-young como Wol-sun
- Kim Hee-jung como Lady Yoon
- David Lee McInnis como Kageshima
- Song Young-kyu como Pil-mok (assistente de Seo-hwa)
- Park Joo-hyung como Han Noh
- Nam Hyun-joo como dama-chefe do gibang
- Lee David como Yoon Jung-yoon (episódio 1).
- Kim Bo-mi como Dam (episódio 1)

## Trilha sonora
Parte 1
1. "My Eden" - Yisabel - 3:41
2. "My Eden (Inst.)" - 3:41

Parte 2
1. "사랑이 아프다" (Love Hurts) - Lee Sang-gon - 4:35
2. "사랑이 아프다 (Inst.)" (Love Hurts) - 4:35

Parte 3
1. "사랑이 불어온다" (Love Is Blowing) - Lee Ji-young - 4:26
2. "사랑이 불어온다 (Inst.)" (Love Is Blowing) - 4:26

Parte 4
1. "봄비" (Spring Rain) - Baek Ji-young - 3:41

Parte 5
1. "나를 잊지 말아요" (Don't Forget Me) - Suzy - 3:40

Parte 6
1. "잘 있나요" (Best Wishes to You) - The One - 3:51

Single
1. "마지막 그 한마디" (The Last Word) - Lee Seung-gi - 4:48

Parte 7
1. "너 하나야" (Only You) - 4Men - 4:50

Parte 8
1. "나의 사랑비가 되어줄래" (Will You Be My Love Rain?) - Shin Jae - 3:36

Faixa bônus especial
1. "잘 있나요 (versão acústica)" (Best Wishes To You (versão acústica)) - Choi Jin-hyuk - 3:35

## Recepção

### Ratings
| Episódio | Data de transmissão | Audiência média | Audiência média             | Audiência média | Audiência média             |
| Episódio | Data de transmissão | TNmS Ratings    | TNmS Ratings                | AGB Nielsen     | AGB Nielsen                 |
| Episódio | Data de transmissão | Em todo o país  | Seul (Região metropolitana) | Em todo o país  | Seul (Região metropolitana) |
| -------- | ------------------- | --------------- | --------------------------- | --------------- | --------------------------- |
| 1        | 8 de abril de 2013  | 11.5%           | 13.1%                       | 11.2%           | 12.2%                       |
| 2        | 9 de abril de 2013  | 12.4%           | 13.4%                       | 12.2%           | 13.4%                       |
| 3        | 15 de abril de 2013 | 13.6%           | 15.2%                       | 13.6%           | 15.5%                       |
| 4        | 16 de abril de 2013 | 14.1%           | 15.7%                       | 15.1%           | 17.1%                       |
| 5        | 22 de abril de 2013 | 13.3%           | 15.4%                       | 14.4%           | 17.0%                       |
| 6        | 23 de abril de 2013 | 14.2%           | 16.5%                       | 15.8%           | 18.3%                       |
| 7        | 29 de abril de 2013 | 14.0%           | 16.2%                       | 16.3%           | 19.3%                       |
| 8        | 30 de abril de 2013 | 14.2%           | 16.2%                       | 16.4%           | 19.0%                       |
| 9        | 6 de maio de 2013   | 13.8%           | 15.5%                       | 15.4%           | 18.0%                       |
| 10       | 7 de maio de 2013   | 14.3%           | 16.2%                       | 14.4%           | 16.9%                       |
| 11       | 13 de maio de 2013  | 14.1%           | 16.3%                       | 14.5%           | 16.9%                       |
| 12       | 14 de maio de 2013  | 15.1%           | 18.2%                       | 15.9%           | 18.7%                       |
| 13       | 20 de maio de 2013  | 15.9%           | 17.2%                       | 14.8%           | 17.2%                       |
| 14       | 21 de maio de 2013  | 14.4%           | 16.9%                       | 15.9%           | 18.0%                       |
| 15       | 27 de maio de 2013  | 15.3%           | 18.3%                       | 16.4%           | 19.3%                       |
| 16       | 28 de maio de 2013  | 16.6%           | 20.1%                       | 18.2%           | 21.7%                       |
| 17       | 3 de junho de 2013  | 15.8%           | 18.2%                       | 17.5%           | 21.0%                       |
| 18       | 4 de junho de 2013  | 16.0%           | 18.9%                       | 18.8%           | 22.4%                       |
| 19       | 10 de junho de 2013 | 17.3%           | 21.0%                       | 18.3%           | 21.5%                       |
| 20       | 11 de junho de 2013 | 18.2%           | 21.7%                       | 19.1%           | 22.3%                       |
| 21       | 17 de junho de 2013 | 18.5%           | 21.8%                       | 18.6%           | 21.8%                       |
| 22       | 18 de junho de 2013 | 15.3%           | 17.5%                       | 16.3%           | 18.9%                       |
| 23       | 24 de junho de 2013 | 17.7%           | 20.2%                       | 17.8%           | 21.1%                       |
| 24       | 25 de junho de 2013 | 18.7%           | 22.1%                       | 19.5%           | 22.9%                       |
| Média    | Média               | 15.1%           | 17.5%                       | 16.1%           | 18.7%                       |

## Exibição
| País          | Emissora     | Data de estreia        | Data de final           | Título                               | Número de episódios | Horário                   |
| ------------- | ------------ | ---------------------- | ----------------------- | ------------------------------------ | ------------------- | ------------------------- |
| Coreia do Sul | MBC          | 8 de abril de 2013     | 25 de junho de 2013     | 구가의 서 (Gugaui Seo)               | 24                  | Segunda e terça às 21h55  |
| Filipinas     | ABS-CBN      | 19 de agosto de 2013   | 15 de novembro de 2013  | The Love Story of Kang Chi           | 64                  | Segunda a Sexta às 17h15  |
| Indonésia     | Indosiar     | 12 de agosto de 2013   | 12 de setembro de 2013  | Gu Family Book                       | 24                  | Segunda a Sexta às 15h30  |
| Israel        | Viva         | 2013                   | 2013                    | Kang Chi, The Beginning              |                     |                           |
| Japão         | KNTV         | 28 de setembro de 2013 | 15 de dezembro de 2013  | 九家(クガ)の書 (Kyuka (Kuga) no Sho) |                     | Sábado e domingo às 20h45 |
| Hong Kong     | Now 101      | 1 de novembro de 2013  | 17 de dezembro de 2013  | 千年之戀 (Qiannian Zhi Lian)         |                     | Segunda a Sexta às 21h30  |
| Taiwan        | GTV          | 6 de janeiro de 2014   | 24 de fevereiro de 2014 | 千年之戀 (Qiannian Zhi Lian)         |                     | Segunda a Sexta às 22h    |
| Taiwan        | ELTA TV      | 4 de março de 2014     | 4 de abril de 2014      | 千年之戀 (Qiannian Zhi Lian)         |                     | Segunda a Sexta às 21h    |
| Mongólia      | TV9          | 2014                   | 2014                    |                                      |                     | Segunda a Sexta às 11h30  |
| Tailândia     | Workpoint TV | 21 de abril de 2014    | 2014                    |                                      | 24                  | Quarta a Sexta às 21h15   |
| China         | Xing Kong    | 22 de junho de 2014    | 10 de julho de 2014     | 千年之戀 (Qiannian Zhi Lian)         |                     | Domingo às 19h00          |

## Prêmios e indicações
| Ano  | Prêmio                                        | Categoria                                  | Beneficiário                | Resultado |
| ---- | --------------------------------------------- | ------------------------------------------ | --------------------------- | --------- |
| 2013 | 7th Mnet 20's Choice Awards                   | Cresendo estrela - Feminino                | Lee Yu-bi                   | Indicado  |
| 2013 | 7th Mnet 20's Choice Awards                   | Drama estrela - Masculino                  | Lee Seung-gi                | Indicado  |
| 2013 | 7th Mnet 20's Choice Awards                   | Drama estrela - Feminino                   | Suzy                        | Venceu    |
| 2013 | 8th Seoul International Drama Awards          | Melhor trilha sonora                       | Spring Rain - Baek Ji-young | Indicado  |
| 2013 | 8th Seoul International Drama Awards          | Melhor trilha sonora                       | Don't Forget Me - Suzy      | Indicado  |
| 2013 | 8th Seoul International Drama Awards          | Melhor atriz                               | Suzy                        | Venceu    |
| 2013 | 8th Seoul International Drama Awards          | Melhor drama                               | Gu Family Book              | Indicado  |
| 2013 | 6th Korea Drama Awards                        | Melhor trilha sonora                       | Only You - 4Men             | Venceu    |
| 2013 | 6th Korea Drama Awards                        | Prêmio de Melhor Casal                     | Lee Seung-gi e Suzy         | Indicado  |
| 2013 | 6th Korea Drama Awards                        | Prêmio de Excelência, Atriz                | Suzy                        | Indicado  |
| 2013 | 6th Korea Drama Awards                        | Prêmio de Excelência, Ator                 | Lee Seung-gi                | Indicado  |
| 2013 | 6th Korea Drama Awards                        | Melhor Diretor de Produção                 | Shin Woo-chul               | Indicado  |
| 2013 | 5th MelOn Music Awards                        | Melhor trilha sonora                       | Only You - 4Men             | Indicado  |
| 2013 | 15th Mnet Asian Music Awards                  | Melhor trilha sonora                       | Don't Forget Me - Suzy      | Indicado  |
| 2013 | 2nd Daejeon Drama Festival - APAN Star Awards | Melhor Ação                                | Gu Family Book              | Venceu    |
| 2013 | 2nd Daejeon Drama Festival - APAN Star Awards | Melhor novo ator                           | Choi Jin-hyuk               | Venceu    |
| 2013 | 2nd Daejeon Drama Festival - APAN Star Awards | Melhor nova atriz                          | Lee Yu-bi                   | Venceu    |
| 2013 | 2nd Daejeon Drama Festival - APAN Star Awards | Prêmio atuando, Ator                       | Lee Sung-jae                | Indicado  |
| 2013 | 2nd Daejeon Drama Festival - APAN Star Awards | Prêmio de Excelência, Ator                 | Lee Seung-gi                | Indicado  |
| 2013 | MBC Drama Awards                              | Prêmio de Melhor Casal                     | Lee Seung-gi e Suzy         | Venceu    |
| 2013 | MBC Drama Awards                              | Prêmio de Popularidade                     | Lee Seung-gi                | Venceu    |
| 2013 | MBC Drama Awards                              | Prêmio de Popularidade                     | Suzy                        | Indicado  |
| 2013 | MBC Drama Awards                              | Melhor novo ator                           | Choi Jin-hyuk               | Indicado  |
| 2013 | MBC Drama Awards                              | Best New Actress                           | Lee Yu-bi                   | Indicado  |
| 2013 | MBC Drama Awards                              | Prêmio de Excelência, Atriz em Minissérie  | Lee Yeon-hee                | Indicado  |
| 2013 | MBC Drama Awards                              | Prêmio de Excelência, Ator em Minissérie   | Lee Seung-gi                | Venceu    |
| 2013 | MBC Drama Awards                              | Prêmio Top Excelência, Atriz em Minissérie | Suzy                        | Venceu    |
| 2013 | MBC Drama Awards                              | Melhor drama                               | Gu Family Book              | Indicado  |